# Гарона
Гарона (фр. La Garonne, шп. El Garona) је река која извире у северној Шпанији и потом тече кроз југозападну Француску до свог ушћа. Има дужину од 647 km и слив површине 55.000 km². Средњи проток воде је 700 m³/s.
Река извире на падинама врха Пик Ането у шпанским Пиринејима и понире на локацији Троу де Торо. Затим тече кроз кречњачке стене и поново се појављује у месту Вал дела Артига. Постојање овог подземног пута је доказано 1931. Река потом тече долином Артига у Француску, па преко Тулуза и Агена стиже до Бордоа. Ту се спаја са Дордоњом и постаје естуар Жиронда који се после 90-ак километара улива у Атлантски океан.
Притоке Гароне су Аријеж, Тарн и Лот.
Канали чине Гарону пловном до Тулуза (53 уставе), а одатле се надовезује Канал ди Миди који води до Средоземног мора.